# Komedi i skräck
Komedi i skräck är en amerikansk skräckfilmsparodi från 1964 med rutinerade skådespelare i rollerna. Regisserad av Jacques Tourneur. Filmen hade premiär i Sverige 5 augusti 1968.

## Roller
- Vincent Price - Waldo Trumbull
- Peter Lorre - Felix Gillie
- Boris Karloff - Amos Hinchley
- Joyce Jameson - Amaryllis Trumbull
- Joe E. Brown - Vaktmästare på kyrkogården
- Beverly Wills - Fru Phipps
- Basil Rathbone - John F. Black, godsägare